# Marianne Schläger
Marianne Schläger, född 22 november 1920, var en friidrottare från Österrike. Hon deltog vid olympiska sommarspelen 1948.